# 春川せせら
春川 せせら（はるかわ せせら、1995年3月4日 - ）は、日本のAV女優。ジーアースエンターテイメント所属。

## 略歴・人物
2015年8月、アダルトビデオメーカー・プレステージの専属女優としてデビュー。
特技はバレーボール。

## 出演作品

### アダルトDVD
- 新人 プレステージ専属デビュー 春川せせら（8月11日、プレステージ）
- 春川せせらの、いっぱいコスって萌えてイこう!（9月10日、プレステージ）
- 新・絶対的美少女、お貸しします。 ACT.47（10月10日、プレステージ）
- 天然成分由来 春川せせら汁120% 春川せせらの体液（11月11日、プレステージ）
- 性なる夜のお悩み相談!? サンタになって童貞クンの夢叶えてください!（12月19日、DOC）※「あい」名義

- 久しぶりに会った親戚のお姉ちゃんは僕をガキだとナメているのか、それとも男として見ていないのか、裸同然で僕の前を平然とウロつく!平常心でいようとすればするほど僕のチ○コは反応してしまい…（1月1日、DOC）
- スラムチ美脚尻パンスト痴女（1月7日、プレミアム）
- キャバクラのアフターからのヤリまくりコンパ!!（1月8日、S級素人）
- 彼氏は、私がヤリマンだという事を知りません…。（2月25日、オーロラプロジェクト）
- この女、犯してやる…。 真面目な女教師は、何本もの肉棒に蹂躙され、汚されながらも快感に狂い、ドM奴隷に堕ちてゆく…。（2月25日、オーロラプロジェクト）
- 100万円でモニタリングさせてください! 幼なじみのあの子に思い切って告白したい素人男子を応援します! 長い付き合いだからデキる真っ向勝負の筆おろし相談で二人の距離が急接近! 恥ずかしそうに勃起した友ダチ○ポで真剣に告ったら幼なじみマ○コは受け入れてくれるのか?（2月26日、SCOOP）
- 気合い入ったセルフイラマ 吐きそうになる程に自ら喉奥まで突っ込んでの献身的イラマチオは唾液量もハンパなく、何故か恍惚のトランス状態（3月18日、SEX Agent）
- まんじる絡みつけ顔騎手コキ 〜もはやヨダレなのかマ○コ汁なのか分からない香る液体を潤滑油としてチ○ポしごきされながら女性器舐めまくり〜（3月18日、SEX Agent）
- 本物中出し解禁!! 禁断の孕ませ相姦 同居する義父に中出しされて…（3月25日、マドンナ）
- 全ての女性営業が観ておきたい バリキャリ流交際術（3月25日、バルタン）
- 「看護師にせんずりを見せつけたらヤれたが…同僚にバレてしまい怒られるかと思ったら2人で一緒にヤってくれた」 VOL.1（4月7日、DANDY）
- 女湯で人妻が出会ってしまったレズビアン（4月7日、ビビアン）
- スーパーヒロイン危機一髪!! Vol.63 キャプテン・マーシャル（4月8日、GIGA）
- おま●こおっぴろげ メイド喫茶（5月2日、OFFICE K'S）
- 素人娘おマ○コおっぴろげコレクション 10（5月2日、OFFICE K'S）
- 普段やってる本気の指オナニー 5（5月2日、OFFICE K'S）
- ノーパンでオマ●コをチラ見せさせて誘惑してくる欲求不満なドスケベ淫乱女が男に跨って勃起チ●ポを丸呑みにするピストン騎乗位が物凄い!（2月26日、SCOOP）
- 完全撮り下ろし 汗ばむ肌に喰い込む拘束具、身動き不能で覚醒する性。 第3章（5月19日、TEPPAN）
- 競泳水着スポーツマッサージ（5月19日、マッサGoGo!）
- 潮トランス 01（5月20日、MAD）
- ［ノーカットドキュメント］ 指示しないオナニー（5月20日、OFFICE K'S）
- 女のオナニーってエロい 〜イクとこ見ててくれる?その動き、その吐息、その表情〜（5月20日、SEX Agent）
- 新パックリまんこアップ 6（5月20日、DOup）
- 常にデカ尻見せメンズエステ（5月26日、アイエナジー）
- 小悪魔な妹2人と禁断の姉妹丼性活（6月1日、MOODYZ）
- 全裸オイルキャットファイト 7 HANABI（6月9日、ROCKET）
- たっぷーん、たっぱーん、パンスト脱がさない派の連続バックで波打つケツ -破られたパンストから覗くむっちり白肌は我慢の限界-（6月17日、SEX Agent）
- おま●こ取扱説明書（9月1日、GLAY'z/BURST）
- 完全撮り下ろし 鉄板女優さんの好きなように手コキして下さい。（9月19日、TEPPAN）
- 面接で行った会社のソソる美人受付嬢は超巨乳! 目が合うだけでドキドキ勃起してしまう僕を面白がって…（9月22日、SOSORU×GARCON）
- 超極上の脱糞解禁（9月25日、OPERA）
- 階段でミニスカ女子校生のパンティーを覗いていたのがバレて女子校生達に捕まり色々言いがかりをつけられながら手コキで抜かれてしまった ラッキーなのかアンラッキーなのかよく分からない水曜日の午後（9月25日、デジタルアーク）
- パンチラ株式会社 3  女子校生アルバイト編（10月7日、デジタルアーク）
- INVIDAYS バイト先のスケベオヤジ達をセクハラしまくってやるぞ（10月25日、デジタルアーク）
- 超極上のレズスカ調教（11月25日、OPERA）
- groovin' 超ミニスカ女子校生 パンチラDISCO 8（11月25日、デジタルアーク）
- 通りすがりのAV女優 04 ヤリマンドスケベ PG by HMJM編（11月26日、HMJM）
- 足立区ヤンキーマッサージ（12月16日、MAGIC）

- SODファン大感謝祭 デカデカバスツアー 160センチの素人男性を170センチの美女8名がおもてなし デカデカバスツアー 酒池肉林! 人生最高の思い出を届ける1泊2日の旅 in 館山（2月16日、SODクリエイト）
- 完全撮り下ろし 男を狂わせるフェラ痴オ（3月19日、TEPPAN）
- ハイスペ女子社員の手際よいフェラチオ ～限られた時間内に目的を遂行する能力は何を任せても変わらない～（4月21日、SEX Agent）
- 痰壺飼い 6（4月22日、RASH）
- 誘惑的パンチラコレクション（4月25日、アロマ企画）
- 女子校生のアナルたっぷり見せつけ挑発（4月25日、アロマ企画）
- フェラチオアームレスリング（5月18日、ROCKET）
- 社パNTR ウチの妻が働く会社の商品開発部三課の打上げで明らかに苦手そうな社員にセクハラされていたが最後の方はなんだか楽しげにヤッている（5月25日、タカラ映像）
- 極 精液便女 II（5月27日、RASH）
- 淫語女子アナ 11 綺麗でエロさ満点クッソ抜ける女子穴SP（7月6日、ROCKET）
- パンチラ模擬店 ～エッチなアトラクションルーム 2（7月13日、アロマ企画）
- ムレムレ神ブルマ せせら（7月20日、親父の個撮）
- 猟色社長の縄玩具 奴隷秘書の系譜（9月7日、シネマジック）
- プロ男優でも間違う、正しいSEXのやり方を人気女優がレクチャー! 澁谷果歩&春川せせらが一流男優を女装子にさせて、女性が求める本当に気持ち良いセックスを教えます!（9月7日、SODクリエイト）
- 【素人ギャル個撮初ハメ撮り体験】 清楚女子大○ 春川せせら（12月25日、SHARK/トランプタワー）

- 女幹部ゾラ ヒーロー陵辱 ゾラ誕生物語（1月26日、GIGA）
- 美谷朱里レズ解禁! レズの快感に目覚めた美谷朱里。濃厚接吻、唾液交換、アナル舐め濃厚レズプレイフルコース!（2月19日、ビビアン）
- Wドミネーションプロレス VOL.1（10月1日、SILVER BIRCH/Pink Cafe Au Lait）

### アダルトVR
- 生意気JKのおねだり遊戯（2017年4月12日、アロマ企画）

### イメージDVD
- ANGEL HUNT（2016年4月1日、デジプラン）

### Vシネマ
- ヒロインピンチオムニバス 電脳特捜インスペクター（2016年3月25日、ZENピクチャーズ）